# Triticum duelongatum
Triticum duelongatum är en gräsart som beskrevs av Poleva. Triticum duelongatum ingår i släktet veten, och familjen gräs. Inga underarter finns listade i Catalogue of Life.